# Anochthera
Anochthera là một chi bướm đêm thuộc họ Geometridae.